# لیانگ مینگ-کای
لیانگ مینگ-کای (انگلیسی: Leung Ming-kai) کارگردان فیلم، فیلم‌نامه‌نویس و فیلم‌بردار اهل هنگ کنگ است. وی در سال ۲۰۱۷ نامزد دریافت جایزه هنرهای تصویری کانادا بابت بهترین فیلم‌برداری شد و در سال ۲۰۲۰ برنده جایزه انجمن منتقدان فیلم هنگ کنگ بابت بهترین فیلم‌نامه گردید.
از فیلم‌هایی که وی در آن‌ها نقش داشته‌است، می‌توان به سرگذشت بسیار معمولی اشاره نمود.